# Agrumi resistenti al freddo

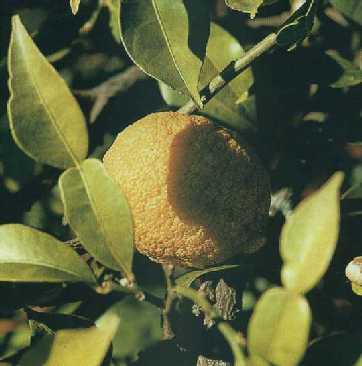
Citrus cavaleriei, agrume noto per la sua resistenza al freddo.

Gli agrumi resistenti al freddo sono caratterizzati da una maggiore tolleranza al gelo e possono essere coltivati ben oltre le tradizionali regioni di coltivazione degli agrumi. Le specie e gli ibridi di agrumi tipicamente descritti come resistenti al freddo mostrano generalmente la capacità di resistere a temperature invernali basse fino a -5 o -10 °C. Gli agrumi resistenti al freddo possono essere generalmente accettati come specie "vere" o ibridi che coinvolgono varie altre specie di agrumi. Tutti gli agrumi sono tecnicamente commestibili, sebbene alcuni abbiano sapori amari che sono spesso considerati sgradevoli, e questa variabilità si riscontra anche negli agrumi resistenti al freddo. Quelli elencati come "non commestibili freschi" o "semi-commestibili" possono (come tutti gli agrumi) essere cotti per fare la marmellata.

## Note

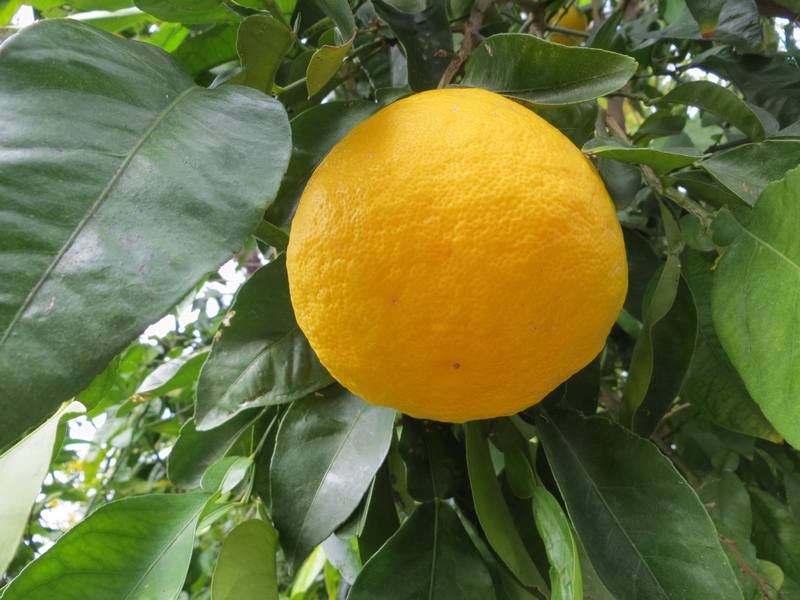
Shangjuan

## Collegamenti esterni

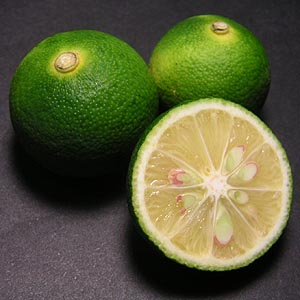
Sudachi

## Varietà

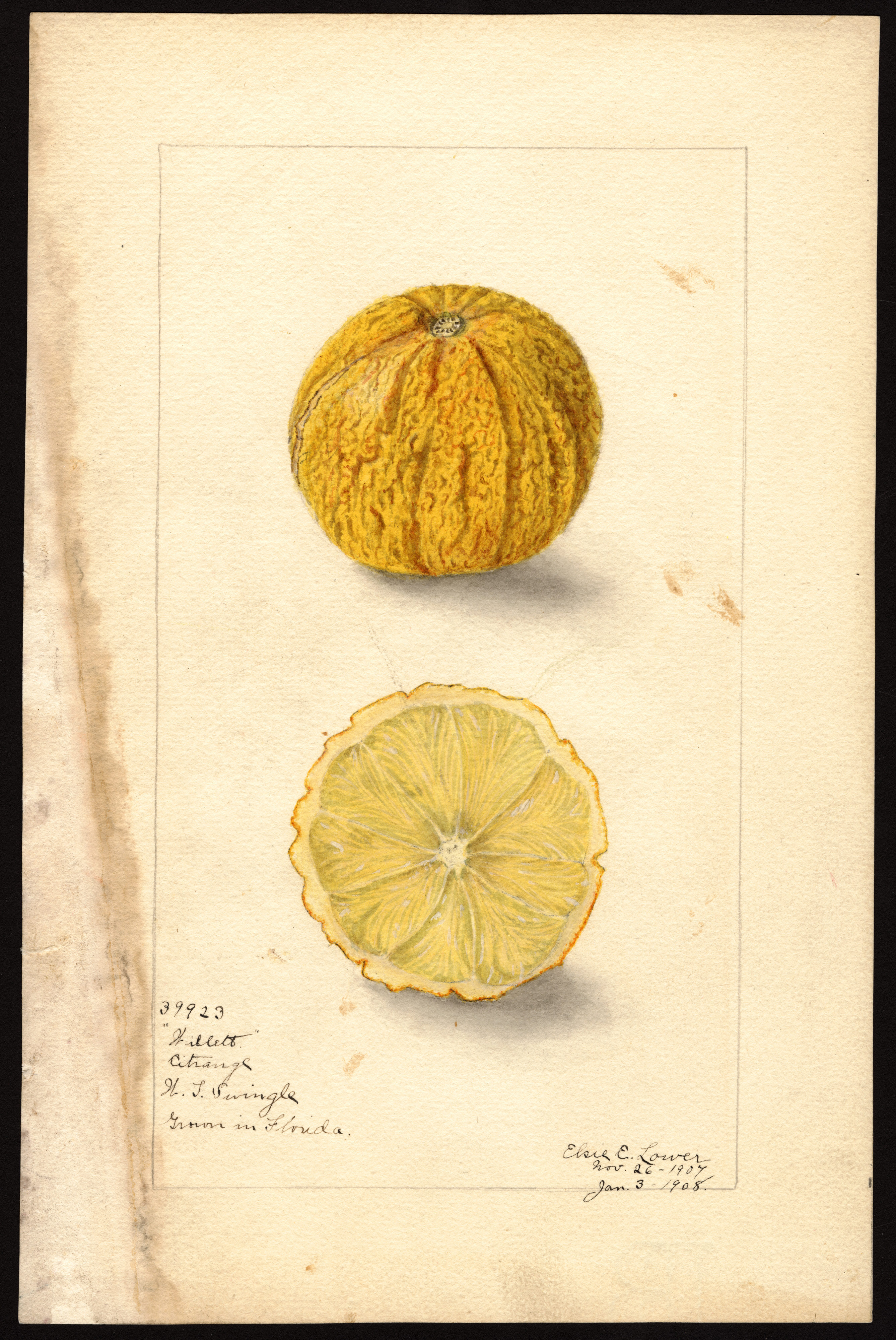
Citrange, cultivar 'Willett'

| Nome comune         | Nome scientifico                      | Resistenza | Edibilità                                                                                | Note |
| ------------------- | ------------------------------------- | ---------- | ---------------------------------------------------------------------------------------- | --- |
| Arancio trifogliato | Citrus trifoliata                     | -30 °C     | Non commestibile fresco                                                                  | Utilizzato come portainnesto, si ibrida liberamente con altri agrumi.                                      |
| Limone di Ichang    | Citrus cavaleriei                     | -18 °C     | Non commestibile fresco                                                                  | Progenitore di numerosi ibridi, tra cui yuzu, sudachi e shangjuan.                                         |
| Mandarino           | Citrus reticulata                     | -11-13 °C  | Commestibile, ma pieno di semi                                                           | Coltivato da tempo in Cina                                                                                 |
| Kumquat             | Citrus japonica                       | -10 °C     | Commestibile                                                                             | Frutto mangiato intero.                                                                                    |
| Limetta del deserto | Citrus glauca                         | -10 °C     | Commestibile, utilizzato in cucina.                                                      | Frutto mangiato intero.                                                                                    |
| Miyagawa            | Citrus × unshiu                       | -6 °C      | Commestibile                                                                             | Coltivato da tempo in Cina                                                                                 |
| Citrandarin         | Citrus reticulata × Citrus trifoliata | -18 °C     | Commestibile                                                                             | È l'agrume ibrido più resistente al freddo.                                                                |
| Citrange            | Citrus × insitorum                    | -18 °C     | Semicommestibile                                                                         | |
| Citrangequat        | Citrus × georgiana                    | -15 °C     | Commestibile                                                                             | |
| Citrumelo           | × Citroncirus spp.                    | -15 °C     | Semicommestibile                                                                         | |
| Kabosu              | Citrus sphaerocarpa                   | -12 °C     | Commestibile, utilizzato in cucina                                                       | Coltivato da tempo in Giappone                                                                             |
| Shangjuan           | Citrus × wilsonii                     | -12 °C     | Commestibile, utilizzato in cucina                                                       | Coltivato da tempo in Cina                                                                                 |
| Yuzu                | Citrus × junos                        | -12 °C     | Commestibile, utilizzato in cucina                                                       | Originariamente coltivato in Cina; diffusosi poi in Giappone, dove sono state sviluppate numerose cultivar |
| Sudachi             | Citrus sudachi                        | -12 °C     | Commestibile, utilizzato in cucina                                                       | Coltivato da tempo in Giappone                                                                             |
| Mandarinquat        | Citrus unshiu x Citrus japonica       | -9 °C      | Commestibile                                                                             | |
| Limandarino         | Citrus × limonia                      | -9 °C      | Commestibile, utilizzato in cucina                                                       | Coltivato da tempo nell'Asia meridionale                                                                   |
| Calamondino         | Citrus × microcarpa                   | -8 °C      | Commestibile, utilizzato in cucina                                                       | Coltivato da tempo nelle Filippine                                                                         |
| Chinotto            | Citrus × myrtifolia                   | -8 °C      | Commestibile. Utilizzato in cucina poiché troppo amaro per essere consumato al naturale. | Coltivato da tempo nell'Italia meridionale, a Malta e in Libia                                             |